# Ludwig Feuerbach
Ludwig Andreas Feuerbach (ur. 28 lipca 1804 w Landshut, zm. 13 września 1872 w Rechenbergu, obecnie Norymberga) – niemiecki filozof.

## Życiorys
Jego ojcem był prawnik Paul Johann Anselm von Feuerbach, a bratem matematyk Karl Wilhelm Feuerbach.

## Filozofia
Feuerbach był uczniem Hegla, należąc do tzw. lewicy heglowskiej. Wkrótce jednak odrzucił heglizm przyjmując w metafizyce poglądy materialistyczne. Swoje credo wyraził słowami: Myśl z bytu, a nie byt z myśli. Podkreślał materialność człowieka (Człowiek jest tym, co zje) i na tej podstawie zbudował naturalistyczną etykę i teorię religii. Zwalczał idee nieśmiertelności i nadprzyrodzoności. Religia – jego zdaniem – była tworem ludzkim: to człowiek stworzył Boga na swoje podobieństwo – nie odwrotnie. Religia jest jednak wieczna, gdyż zaspokaja odwieczne potrzeby człowieka. Jest ona także pewną formą jego wiedzy o samym sobie, o istocie człowieczeństwa. Jeżeli Bóg został stworzony na obraz człowieka to człowiek – poznając Boga w jego formach – poznaje samego siebie. Poznanie rzeczy może – zdaniem Feuerbacha – następować tylko przez zmysły (sensualizm), a poznanie innego człowieka – także poprzez „poszukiwanie prawdy w dialogu”.
Był jednym z twórców pojęcia alienacji religijnej.
Filozofia Feuerbacha oddziaływała na Marksa i Engelsa. Obaj krytykowali Feuerbacha m.in. w dziełach: Tezy o Feuerbachu, Ideologia niemiecka czy Ludwig Feuerbach i zmierzch klasycznej filozofii niemieckiej. Pod koniec życia Feuerbach skierował wzrok w stronę socjalizmu naukowego. Studiował Kapitał Marksa, a w roku 1870 stał się socjaldemokratą, nie potrafił jednak przejść na pozycje materializmu dialektycznego i  historycznego i do końca swych dni pozostał znakomitym przedstawicielem przedmarksowskiego materializmu i ateizmu.
W 1867 wylew krwi spowodował u Feuerbacha częściowy paraliż, który w 1872 stał się przyczyną jego śmierci.

## Dzieła przetłumaczone na język polski
- Wybór pism, tom 1. Myśli o śmierci i nieśmiertelności Warszawa 1988, seria: Biblioteka Klasyków Filozofii, PWN, ISBN 83-01-07528-7 t. 1-2, ISBN 83-01-07204-0 t. 1.
- Wybór pism, tom 2. Zasady filozofii przyszłości Warszawa 1988, seria: Biblioteka Klasyków Filozofii, PWN, ISBN 83-01-07528-7 t. 1-2, ISBN 83-01-07205-9 t. 2.
- Wykłady o istocie religii Warszawa 1981, PWN, ISBN 83-01-01573-X.
- O istocie chrześcijaństwa Kraków 1959, Drukarnia Uniwersytetu Jagiellońskiego, seria: Biblioteka Klasyków Filozofii, PWN.